# 马德里联合左翼
马德里联合左翼（西班牙語：Izquierda Unida de Madrid，缩写为IU-Madrid）是西班牙左翼政党联盟联合左翼在马德里自治区的分支。它于2016年4月2日成立，以取代于2015年6月14日被联合左翼开除的马德里共同体联合左翼。它的主要成员是马德里共产党。它的政治立场是左翼。它的发言人是Mauricio Valiente和Sol Sánchez。